# ديريك فيشر (لاعب كرة قاعدة)
ديريك فيشر (بالإنجليزية: Derek Fisher)‏ هو لاعب كرة قاعدة أمريكي، ولد في 21 أغسطس 1993 في لبنان في الولايات المتحدة.

## وصلات خارجية
- ديريك فيشر على موقع دوري كرة القاعدة الرئيسي (الإنجليزية)
- ديريك فيشر على موقعبيزبول رفرنس.كوم (الدوري الرئيسي) (الإنجليزية)
- ديريك فيشر على موقعبيزبول رفرنس.كوم (الدوري الثانوي) (الإنجليزية)
- ديريك فيشر على موقع إي إس بي إن.كوم (أم.أل.بي) (الإنجليزية)
- ديريك فيشر على موقع مشجعي الرسوم البيانية (الإنجليزية)